# 25049 Christofnorn
25049 Christofnorn (provisional designation: 1998 QS45) là một tiểu hành tinh vành đai chính. Nó được phát hiện bởi Nhóm nghiên cứu tiểu hành tinh gần Trái Đất phòng thí nghiệm Lincoln project ở Socorro, New Mexico ngày 17 tháng 8 năm 1998. Nó được đặt theo tên Christoffer Norn, người từng nhận giải nhất về khoa học công nghệ năm 2008 và kỹ thuật tốt.Ông từng học trường công nghệ Lingby,Kongens Lingby, Đan Mạch.